# Internationella arbetsorganisationens konventioner

Internationella arbetsorganisationens flagga

Internationella arbetsorganisationens konventioner är juridiskt bindande internationella traktat som ratificeras av organisationens medlemsstater. De berör arbetsmarknaden och förhållandet mellan arbetsgivare och arbetstagare. Internationella arbetsorganisationens (ILO) har sedan bildandet 1919 antagit knappt 200 konventioner.
Både konventionerna och rekommendationerna—som inte är juridiskt bindande—antas under ILO:s årliga internationella arbetskonferens där företrädare för medlemsstaterna, arbetsgivarorganisationer och fackliga organisationer deltar. Efter att en konvention blivit antagen är medlemsstaternas parlament skyldiga att ta ställning till eventuell ratifikation. Om staten ratificerar konventionen är den skyldig att anpassa lagstiftning och praxis i enlighet med dess innehåll.
ILO:s styrelse har utsett åtta "kärnkonventioner". Dessa reglerar basala principer och rättigheter i arbetslivet. Dessa grundläggande konventioner behandlas i ILO:s Deklarationen om grundläggande principer och rättigheter i arbetslivet och dess uppföljningsmekanism (1998). ILO inledde 2005 en kampanj för att få samtliga medlemsstater att ratificera dessa. År 2011 utgjorde antalet ratifikationer av de grundläggande konventionerna 86 procent av alla möjliga. Ytterligare fyra konventioner har utsetts till särskilt prioriterade. Enligt ILO bör dessa ratificeras av samtliga medlemsstater för att systemet med en internationell arbetsstandard ska fungera.
Varje konvention får ett särskilt nummer i turordning. Den första konventionen kallas således C1, den andra C2 och så vidare.

## Process

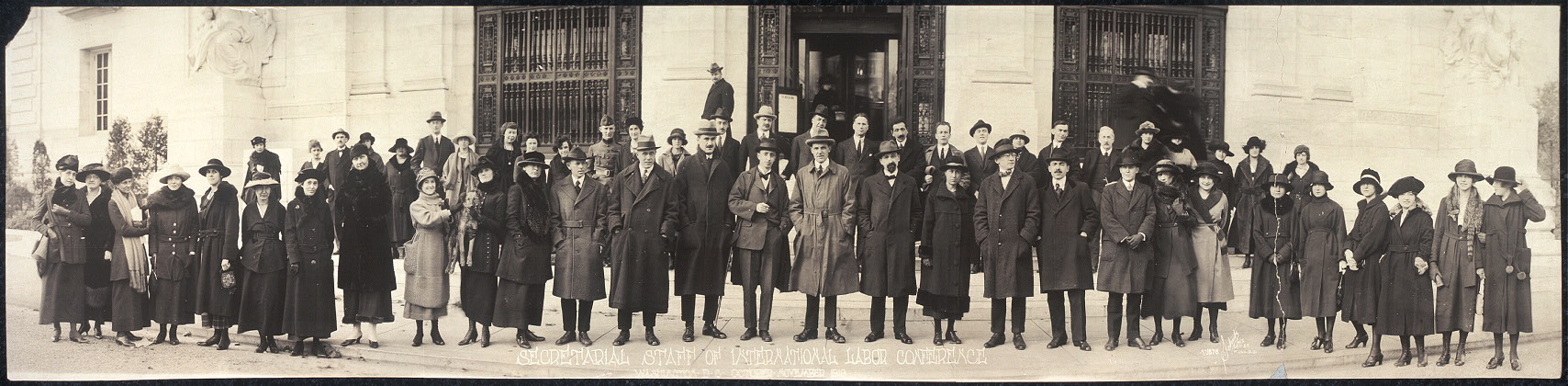
Tjänstemän vid internationella arbetskonferensen 1919.

ILO är uppbyggt kring tre organ i ett system som kallas trepartism. Dessa tre organ är den internationella arbetskonferensen, styrelsen och internationella arbetsbyrån. Det är den internationella arbetskonferensen som utarbetar och antar nya konventioner. Den äger rum under tre veckor i Genève varje år. Vid konferensen finns representanter för de flesta medlemsstater: två regeringsombud och ett varsitt ombud för arbetsgivar- och arbetstagarorganisationerna. Ofta finns en minister med i delegationen.
Konventionsförslag tar i regel flera år att förbereda. Arbetskonferensen och experter diskuterar förslagen i förväg och arbetsgivare, arbetstagare och regeringar måste komma överens om att konventionen behövs och kan implementeras i lagstiftningen (eller kollektivavtal).
Utarbetandet av en konvention börjar med att styrelsen bestämmer sig för att ta upp en fråga, till exempel nattarbete, på dagordningen för nästkommande arbetskonferens. Inför konferensen skriver internationella arbetsbyrån en analyserande rapport om hur de olika medlemsstaternas lagstiftning ser ut på området. Rapporten går på remiss hos staterna, arbetsgivar- och arbetstagarorganisationerna. Under konferensen diskuteras sedan rapporten. De kommentarer som framförs under konferensen ligger till grund för en andra rapport med ett utkast om konventionsförslag. Utkastet diskuteras under en andra konferens där vissa ändringar kan göras. Därefter är det upp till församlingen att anta eller förkasta förslaget. För att antas behöver konventionen få minst två-tredjedelars majoritet.
Att en stat röstar för konventionen vid internationella arbetskonferensen innebär inte att staten därmed ratificerat den. Efter att konventionen antagits av ILO är det upp till varje medlemsstat att låta parlamentet, eller dylik församling, ta ställning till om landet ska ratificera den eller inte. Om den ratificeras träder den som regel i kraft efter tolv månader. Regeringen är ansvarig för att se till att den efterlevs.
Med tiden kan vissa konventioner komma att bli inaktuella. De kan då revideras genom att en ny konvention ersätter en äldre, eller utökas med protokoll med kompletterande föreskrifter. I dagsläget anses omkring 70 konventioner vara aktuella, medan övriga är i behov av revidering, är inaktuella, har provisorisk status eller väntar på att granskas på nytt.

## Straffsanktioner
ILO har inte rätt eller möjlighet att straffa medlemsstater som bryter mot konventionerna. Däremot försöker ILO få andra organisationer att införa dem i sina egna avtal. Ett exempel på detta är EU som infört kärnkonventionerna i sitt tullpreferenssystem. ILO har även ett övervakningssystem och en domstolsliknande procedur som ska hantera potentiella övertramp.
Varje land som har ratificerat en konvention måste lämna rapporter till ILO vart femte år. Där ska de beskriva hur de arbetar för att leva upp till konventionens innehåll. För kärnkonventionerna ska rapporter lämnas vartannat år. Arbetsgivar- och arbetstagarorganisationer har också möjlighet att lämna sin syn på saken. Dessa rapporter granskas av en expertkommitté, bestående av runt tjugo oberoende jurister, som presenterar sina slutsatser under den internationella arbetskonferensen.
Arbetsmarknadens parter och andra länder har också rätt att anmäla en medlemsstat för brott mot ratificerade konventioner. Anmälan tas upp under arbetskonferensen och det anklagade landet får försvara sig i en speciell kommitté. Ett exempel på ett särskilt allvarligt fall var Burma vars militärjunta ansågs ha använt sig av tvångsarbete (se konvention C29). ILO uppmanade medlemsstaterna, deras arbetsmarknadsparter och internationella organisationer att utöva påtryckningar mot regimen. Det ledde bland annat till att EU upphävde sina tullförmåner för landet.
Internationella fackliga samorganisationen (IFS) ger varje år ut rapporten Kränkningar av fackliga rättigheter som sammanställer information av övergrepp mot fackliga rättigheter runtom i världen.

## Särskilda konventioner

### Kärnkonventioner
ILO har utpekat åtta konventioner som särskilt grundläggande. Arbetet med att ta fram dessa inleddes i början på 1990-talet då röster höjdes för att ILO behövde moderniseras och anpassas efter den nya världsekonomin. Under FN:s toppmöte för social utveckling i Köpenhamn 1994 antogs ett handlingsprogram som byggde på "kärnkonventionerna". Fyra år senare antog ILO Deklarationen om grundläggande principer och rättigheter i arbetslivet och dess uppföljningsmekanism. Denna deklaration uppmanar samtliga medlemsstater att genomföra innehållet i de åtta kärnkonventionerna.
ILO-programmet Anständiga arbetsvillkor för alla (Decent Work for all) syftar till att förverkliga innehållet i kärnkonventionerna. Bakom initiativet låg Juan Somavia som valdes till posten som ILO:s generaldirektör 1999.
De åtta kärnkonventionerna är:
- C29: Konventionen angående tvångs- eller obligatoriskt arbete. Antogs den 28 juni 1930 och trädde i kraft den 1 maj 1932.
- C87: Konventionen angående föreningsfrihet och skydd för organisationsrätten. Antogs den 9 juli 1948 och trädde i kraft den 4 juli 1950.
- C98: Konventionen angående tillämpning av principerna för organisationsrätten och den kollektiva förhandlingsrätten. Antogs den 1 juli 1949 och trädde i kraft den 18 juli 1951.
- C100: Konventionen angående lika lön för män och kvinnor för arbete av lika värde. Antogs den 29 juni 1951 och trädde i kraft den 23 maj 1953.
- C105: Konventionen angående avskaffande av tvångsarbete. Antogs den 25 juni 1957 och trädde i kraft den 17 januari 1959.
- C111: Konventionen angående diskriminering i fråga om anställning och yrkesutövning. Antogs den 25 juni 1958 och trädde i kraft den 15 juni 1960.
- C138: Konventionen om minimiålder för tillträde till arbete. Antogs den 26 juni 1973 och trädde i kraft den 19 juni 1976.
- C182: Konventionen om förbud mot och omedelbara åtgärder för att avskaffa de värsta formerna av barnarbete. Antogs den 17 juni 1999 och trädde i kraft den 19 november 2000.

### Prioriterade konventioner
Ytterligare fyra konventioner har status som särskilt prioriterade. Dessa är:
- C81: Konventionen om arbetsinspektion. Antogs den 11 juli 1947 och trädde i kraft den 7 april 1950.
- C122: Konventionen om sysselsättningspolitik. Antogs den 9 juli 1964 och trädde i kraft den 15 juli 1966.
- C129: Konventionen om yrkesinspektion inom jordbruket. Antogs den 25 juni 1969 och trädde i kraft den 19 januari 1972.
- C144: Konventionen om samråd på trepartsbasis för att främja ILO:s normer. Antogs den 21 juni 1976 och trädde i kraft den 16 maj 1978.

## Lista över konventioner
| Nummer | Namn | Svenskt namn                                                                                                   | År                                                 |
| ------ | --- | --- | -------------------------------------------------- |
| C1     | Hours of Work (Industry) Convention                                                                                             | Konventionen om arbetstid i industrin                                                                          | 1919                                               |
| C2     | Unemployment Convention | Konventionen om arbetslöshet                                                                                   | 1919                                               |
| C3     | Maternity Protection Convention                                                                                                 | Konventionen om skydd för mödrar                                                                               | 1919                                               |
| C4     | Night Work (Women) Convention                                                                                                   | Konventionen om kvinnors nattarbete                                                                            | 1919 (inaktuell)                                   |
| C5     | Minimum Age (Industry) Convention                                                                                               | Konventionen om minimiålder i industriellt arbete                                                              | 1919                                               |
| C6     | Night Work of Young Persons (Industry) Convention                                                                               | Konventionen om nattarbete för unga människor                                                                  | 1919                                               |
| C7     | Minimum Age (Sea) Convention | Konventionen om minimiålder i arbete till sjöss                                                                | 1920                                               |
| C8     | Unemployment Indemnity (Shipwreck) Convention                                                                                   | Konventionen om ersättning för arbetslöshet vid fall av fartygsförolyckande                                    | 1920                                               |
| C9     | Placing of Seamen Convention | Konventionen om arbetsförmedling för sjömän                                                                    | 1920                                               |
| C10    | Minimum Age (Agriculture) Convention                                                                                            | Konventionen om minimiålder inom jordbruket                                                                    | 1921                                               |
| C11    | Right of Association (Agriculture) Convention                                                                                   | Konventionen om jordbruksarbetarnas föreningsrätt                                                              | 1921                                               |
| C12    | Workmen’s Compensation (Agriculture) Convention                                                                                 | Konventionen om olycksfallsersättning vid jordbruksarbete                                                      | 1921                                               |
| C13    | White Lead (Painting) Convention                                                                                                | Konventionen om blyvitt vid målning                                                                            | 1921                                               |
| C14    | Weekly Rest (Industry) Convention                                                                                               | Konventionen om veckovila i industriarbete                                                                     | 1921                                               |
| C15    | Minimum Age (Trimmers and Stokers) Convention                                                                                   | Konventionen om minimiålder för eldare och kollämpare                                                          | 1921 (inaktuell)                                   |
| C16    | Medical Examination of Young Persons (Sea) Convention                                                                           | Konventionen om läkarundersökning av minderåriga vid arbete till sjöss                                         | 1921                                               |
| C17    | Workmen’s Compensation (Accidents) Convention                                                                                   | Konventionen om ersättning vid olycksfall i arbetet                                                            | 1925                                               |
| C18    | Workmen’s Compensation (Occupational Diseases) Convention                                                                       | Konventionen om ersättning vid yrkessjukdomar                                                                  | 1925                                               |
| C19    | Equality of Treatment (Accident Compensation) Convention                                                                        | Konventionen om läkarbehandling vid ersättning för olycksfall i arbetet                                        | 1925                                               |
| C20    | Night Work (Bakeries) Convention                                                                                                | Konventionen om nattarbete i bagerier                                                                          | 1925 (inaktuell)                                   |
| C21    | Inspection of Emigrants Convention                                                                                              | Konventionen om inspektion av emigranter ombord på fartyg                                                      | 1926 (inaktuell)                                   |
| C22    | Seamen’s Articles of Agreement Convention                                                                                       | Konventionen om sjömäns anställningsavtal                                                                      | 1926                                               |
| C23    | Repatriation of Seamen Convention                                                                                               | Konventionen om hemsändning av sjömän                                                                          | 1926                                               |
| C24    | Sickness Insurance (Industry) Convention                                                                                        | Konventionen om sjukförsäkring för arbetare inom industri och handel och tjänstefolk                           | 1927                                               |
| C25    | Sickness Insurance (Agriculture) Convention                                                                                     | Konventionen om sjukförsäkring för jordbruksarbetare                                                           | 1927                                               |
| C26    | Minimum Wage-Fixing Machinery Convention                                                                                        | Konventionen om metoder för fastställande av minimilöner                                                       | 1928                                               |
| C27    | Marking of Weight (Packages Transported by Vessels) Convention                                                                  | Konventionen om märkning av kollin vid fartygstransporter                                                      | 1929                                               |
| C28    | Protection against Accidents (Dockers) Convention                                                                               | Konventionen om skydd mot olycksfall vid hamnarbete                                                            | 1929 (inaktuell)                                   |
| C29    | Forced Labour Convention | Konventionen angående tvångs- eller obligatoriskt arbete                                                       | 1930                                               |
| C30    | Hours of Work (Commerce and Offices) Convention                                                                                 | Konventionen om arbetstid för affärs- och kontorsanställda                                                     | 1930                                               |
| C31    | Hours of Work (Coal Mines) Convention                                                                                           | Konventionen om begränsning av arbetstiden i kolgruvor                                                         | 1931 (tillbakadragen av arbetskonferensen år 2000) |
| C32    | Protection against Accidents (Dockers) Convention (Revised                                                                      | Konventionen om skydd mot olycksfall vid hamnarbete (reviderad)                                                | 1932                                               |
| C33    | Minimum Age (Non-Industrial Employment) Convention                                                                              | Konventionen om minimiålder (icke-industriellt arbete)                                                         | 1932                                               |
| C34    | Fee-Charging Employment Agencies Convention                                                                                     | Konventionen om avgiftskrävande arbetsförmedlingsbyråer                                                        | 1933 (inaktuell)                                   |
| C35    | Old-Age Insurance (Industry, etc.) Convention                                                                                   | Konventionen om pensionsförsäkring vid industriarbete m.m.                                                     | 1933 (inaktuell)                                   |
| C36    | Old-Age Insurance (Agriculture) Convention                                                                                      | Konventionen om pensionsförsäkring vid jordbruksarbete                                                         | 1933 (inaktuell)                                   |
| C37    | Invalidity Insurance (Industry, etc.) Convention                                                                                | Konventionen om invaliditetsförsäkring i industriarbete m.m.                                                   | 1933 (inaktuell)                                   |
| C38    | Invalidity Insurance (Agriculture) Convention                                                                                   | Konventionen om invaliditetsförsäkring vid jordbruksarbete                                                     | 1933 (inaktuell)                                   |
| C39    | Survivors’ Insurance (Industry, etc.) Convention                                                                                | Konventionen om dödsfallsförsäkring i industriarbete m.m.                                                      | 1933 (inaktuell)                                   |
| C40    | Survivors’ Insurance (Agriculture) Convention                                                                                   | Konventionen om dödsfallsförsäkring vid jordbruksarbete m.m.                                                   | 1933 (inaktuell)                                   |
| C41    | Night Work (Women) Convention (Revised                                                                                          | Konventionen om nattarbete för kvinnor (reviderad)                                                             | 1934 (inaktuell)                                   |
| C42    | Workmen’s Compensation (Occupational Diseases) Convention (Revised)                                                             | Konventionen om ersättning för yrkessjukdomar (reviderad)                                                      | 1934                                               |
| C43    | Sheet-Glass Works Convention | Konventionen om arbetstiden i automatiska fönsterglasbruk                                                      | 1934 (inaktuell)                                   |
| C44    | Unemployment Provision Convention                                                                                               | Konventionen om ersättning eller understöd vid arbetslöshet                                                    | 1934 (inaktuell)                                   |
| C45    | Underground Work (Women) Convention                                                                                             | Konventionen om arbete under jord för kvinnor                                                                  | 1935                                               |
| C46    | Hours of Work (Coal Mines) Convention (Revised)                                                                                 | Konventionen om begränsning av arbetstiden i kolgruvor (reviderad)                                             | 1935 (tillbakadragen av arbetskonferensen år 2000) |
| C47    | Forty-Hour Week Convention | Konventionen om 40-timmars arbetsvecka                                                                         | 1935                                               |
| C48    | Maintenance of Migrants’ Pension Rights Convention                                                                              | Konventionen om bevarande av pensionsrättigheter för flyttande arbetare                                        | 1935 (inaktuell)                                   |
| C49    | Reduction of Hours of Work (Glass-Bottle Works) Convention                                                                      | Konventionen om förkortning av arbetstiden i buteljglasfabrik                                                  | 1935 (inaktuell)                                   |
| C50    | Recruiting of Indigenous Workers Convention                                                                                     | Konventionen om rekrytering av infödda arbetare                                                                | 1936 (inaktuell)                                   |
| C51    | Reduction of Hours of Work (Public Works) Convention                                                                            | Konventionen om begränsning av arbetstiden för offentliga arbeten                                              | 1936 (tillbakadragen av arbetskonferensen år 2000) |
| C52    | Holidays with Pay Convention | Konventionen om semester                                                                                       | 1936                                               |
| C53    | Officers’ Competency Certificates Convention                                                                                    | Konventionen om kompetens hos befäl på handelsfartyg                                                           | 1936                                               |
| C54    | Holidays with Pay (Sea) Convention                                                                                              | Konventionen om semester (sjöfolk)                                                                             | 1936                                               |
| C55    | Shipowners’ Liability (Sick and Injured Seamen) Convention                                                                      | Konventionen om redares förpliktelser i fall sjömän drabbas av sjukdom, olycksfall eller döden                 | 1936                                               |
| C56    | Sickness Insurance (Sea) Convention                                                                                             | Konventionen om sjukförsäkring för sjömän                                                                      | 1936                                               |
| C57    | Hours of Work and Manning (Sea) Convention                                                                                      | Konventionen om arbetstid och bemanning på fartyg                                                              | 1936                                               |
| C58    | Minimum Age (Sea) Convention (Revised                                                                                           | Konventionen om minimiålder för arbete till sjöss (reviderad)                                                  | 1936                                               |
| C59    | Minimum Age (Industry) Convention (Revised)                                                                                     | Konventionen om minimiålder vid industriellt arbete                                                            | 1937                                               |
| C60    | Minimum Age (Non-Industrial Employment) Convention (Revised)                                                                    | Konventionen om minimiålder vid icke-industriellt arbete                                                       | 1937 (inaktuell)                                   |
| C61    | Reduction of Hours of Work (Textiles) Convention                                                                                | Konventionen om förkortning av arbetstiden inom textilindustrin                                                | 1937 (tillbakadragen av arbetskonferensen år 2000) |
| C62    | Safety Provisions (Building) Convention                                                                                         | Konventionen om säkerhetsföreskrifter inom byggnadsindustrin                                                   | 1937                                               |
| C63    | Convention concerning Statistics of Wages and Hours of Work                                                                     | Konventionen om arbetslöne- och arbetstidssstatistik                                                           | 1938                                               |
| C64    | Contracts of Employment (Indigenous Workers) Convention                                                                         | Konventionen om skriftliga arbetsavtal för infödda arbetare                                                    | 1939 (inaktuell)                                   |
| C65    | Penal Sanctions (Indigenous Workers) Convention                                                                                 | Konventionen om straffpåföljder för infödda arbetare                                                           | 1939 (inaktuell)                                   |
| C66    | Migration for Employment Convention                                                                                             | Konventionen om migrerande arbetares rekrytering, arbetsförmedling och arbetsvillkor                           | 1939 (tillbakadragen av arbetskonferensen år 2000) |
| C67    | Hours of Work and Rest Periods (Road Transport) Convention                                                                      | Konventionen om arbets- och vilotider vid transport på väg                                                     | 1939 (inaktuell)                                   |
| C68    | Food and Catering (Ships’ Crews) Convention                                                                                     | Konventionen om kosthåll och utspisning (för fartygsbesättningar)                                              | 1946                                               |
| C69    | Certification of Ships’ Cooks Convention                                                                                        | Konventionen om behörighetsbevis för skeppskockar                                                              | 1946                                               |
| C70    | Social Security (Seafarers) Convention                                                                                          | Konventionen om social trygghet för sjömän                                                                     | 1946                                               |
| C71    | Seafarers’ Pensions Convention                                                                                                  | Konventionen om pensionering av sjömän                                                                         | 1946                                               |
| C72    | Paid Vacations (Seafarers) Convention                                                                                           | Konventionen om semester med bibehållen hyra för sjömän                                                        | 1946                                               |
| C73    | Medical Examination (Seafarers) Convention                                                                                      | Konventionen om läkarundersökning av sjömän                                                                    | 1946                                               |
| C74    | Certification of Able Seamen Convention                                                                                         | Konventionen om behörighetsbevis för matroser                                                                  | 1946                                               |
| C75    | Accommodation of Crews Convention                                                                                               | Konventionen om besättningens bostäder på fartyg                                                               | 1946                                               |
| C76    | Wages, Hours of Work and Manning (Sea) Convention                                                                               | Konventionen om hyror, arbetstid och bemanning på fartyg                                                       | 1946                                               |
| C77    | Medical Examination of Young Persons (Industry) Convention                                                                      | Konventionen om läkarundersökning av minderåriga vid industriellt arbete                                       | 1946                                               |
| C78    | Medical Examination of Young Persons (Non-Industrial Occupations) Convention                                                    | Konventionen om läkarundersökning av minderåriga vid icke-industriellt arbete                                  | 1946                                               |
| C79    | Night Work of Young Persons (Non-Industrial Occupations) Convention                                                             | Konventionen om nattarbete för unga människor inom icke-industriella yrken                                     | 1946                                               |
| C80    | Final Articles Revision Convention                                                                                              | | 1946                                               |
| C81    | Labour Inspection Convention, 1947 Protocol of 1995 to the Labour Inspection Convention                                         | Konventionen om arbetsinspektion                                                                               | 1947                                               |
| C82    | Social Policy (Non-Metropolitan Territories) Convention                                                                         | Konventionen om socialpolitik i områden belägna utanför moderlandet                                            | 1947                                               |
| C83    | Labour Standards (Non-Metropolitan Territories) Convention                                                                      | Konventionen om internationell arbetslagstiftning i områden belägna utanför moderlandet                        | 1947                                               |
| C84    | Right of Association (Non-Metropolitan Territories) Convention                                                                  | Konventionen om föreningsrätt i områden belägna utanför moderlandet                                            | 1947                                               |
| C85    | Labour Inspectorates (Non-Metropolitan Territories) Convention                                                                  | Konventionen om arbetsinspektion i områden belägna utanför moderlandet                                         | 1947                                               |
| C86    | Contracts of Employment (Indigenous Workers) Convention                                                                         | Konventionen om arbetsavtal (infödda arbetare)                                                                 | 1947 (inaktuell)                                   |
| C87    | Freedom of Association and Protection of the Right to Organise Convention                                                       | Konventionen angående föreningsfrihet och skydd för organisationsrätten                                        | 1948                                               |
| C88    | Employment Service Convention                                                                                                   | Konventionen om offentliga arbetsförmedlingen                                                                  | 1948                                               |
| C89    | Night Work (Women) Convention (Revised), 1948 Protocol of 1990 to the Night Work (Women) Convention (Revised)                   | Konventionen om förbud mot nattarbete för kvinnor (reviderad)                                                  | 1948                                               |
| C90    | Night Work of Young Persons (Industry) Convention (Revised)                                                                     | Konventionen om minderårigas nattarbete (reviderad)                                                            | 1948                                               |
| C91    | Paid Vacations (Seafarers) Convention (Revised)                                                                                 | Konventionen om semester med bibehållen hyra (reviderad)                                                       | 1949 (inaktuell)                                   |
| C92    | Accommodation of Crews Convention (Revised)                                                                                     | Konventionen om besättningsbostäder (reviderad)                                                                | 1949                                               |
| C93    | Wages, Hours of Work and Manning (Sea) Convention (Revised)                                                                     | Konventionen om hyror, arbetstid och bemanning på fartyg (reviderad)                                           | 1949                                               |
| C94    | Labour Clauses (Public Contracts) Convention                                                                                    | Konventionen om offentlig upphandling                                                                          | 1949                                               |
| C95    | Protection of Wages Convention                                                                                                  | Konvention angående löneskydd                                                                                  | 1949                                               |
| C96    | Fee-Charging Employment Agencies Convention (Revised)                                                                           | Konventionen om avgiftskrävande arbetsförmedlingsbyråer                                                        | 1949                                               |
| C97    | Migration for Employment Convention (Revised)                                                                                   | Konventionen om migrerande arbetare (reviderad)                                                                | 1949                                               |
| C98    | Right to Organise and Collective Bargaining Convention                                                                          | Konventionen angående tillämpning av principerna för organisationsrätten och den kollektiva förhandlingsrätten | 1949                                               |
| C99    | Minimum Wage Fixing Machinery (Agriculture) Convention                                                                          | Konventionen om ordning för fastställande av minimilöner i jordbruk                                            | 1951                                               |
| C100   | Equal Remuneration Convention                                                                                                   | Konventionen angående lika lön för män och kvinnor för arbete av lika värde                                    | 1951                                               |
| C101   | Holidays with Pay (Agriculture) Convention                                                                                      | Konventionen om semester (jordbruk)                                                                            | 1952                                               |
| C102   | Social Security (Minimum Standards) Convention                                                                                  | Konventionen om minimistandard för social trygghet                                                             | 1952                                               |
| C103   | Maternity Protection Convention (Revised)                                                                                       | Konventionen om skydd vid havandeskap och barnsbörd (reviderad)                                                | 1952                                               |
| C104   | Abolition of Penal Sanctions (Indigenous Workers) Convention                                                                    | Konventionen om avskaffande av straffpåföljder för infödda arbetare                                            | 1955 (inaktuell)                                   |
| C105   | Abolition of Forced Labour Convention                                                                                           | Konventionen angående avskaffande av tvångsarbete                                                              | 1957                                               |
| C106   | Weekly Rest (Commerce and Offices) Convention                                                                                   | Konventionen om veckovila för affärs- och kontorsanställda                                                     | 1957                                               |
| C107   | Indigenous and Tribal Populations Convention                                                                                    | Konventionen om skydd för och integration av infödda folkgrupper i självstyrande länder                        | 1957                                               |
| C108   | Seafarers’ Identity Documents Convention                                                                                        | Konventionen om identitetshandlingar för sjömän                                                                | 1958                                               |
| C109   | Wages, Hours of Work and Manning (Sea) Convention (Revised)                                                                     | Konventionen om löner, arbetstid och bemanning på fartyg (reviderad)                                           | 1958                                               |
| C110   | Plantations Convention, 1958 Protocol of 1982 to the Plantations Convention                                                     | Konventionen om plantagearbetare                                                                               | 1958                                               |
| C111   | Discrimination (Employment and Occupation) Convention                                                                           | Konventionen angående diskriminering i fråga om anställning och yrkesutövning                                  | 1958                                               |
| C112   | Minimum Age (Fishermen) Convention                                                                                              | Konventionen om minimiålder i arbete inom fisket                                                               | 1959                                               |
| C113   | Medical Examination (Fishermen) Convention                                                                                      | Konventionen om läkarundersökning av fiskare                                                                   | 1959                                               |
| C114   | Fishermen’s Articles of Agreement Convention                                                                                    | Konventionen om fiskares anställningsavtal                                                                     | 1959                                               |
| C115   | Radiation Protection Convention                                                                                                 | Konventionen om strålskydd                                                                                     | 1960                                               |
| C116   | Final Articles Revision Convention                                                                                              | | 1961                                               |
| C117   | Social Policy (Basic Aims and Standards) Convention                                                                             | Konventionen om socialpolitik (grundläggande syften och normer)                                                | 1962                                               |
| C118   | Equality of Treatment (Social Security) Convention                                                                              | Konventionen om likställighet på socialförsäkringsområdet                                                      | 1962                                               |
| C119   | Guarding of Machinery Convention                                                                                                | Konventionen om maskinskydd                                                                                    | 1963                                               |
| C120   | Hygiene (Commerce and Offices) Convention                                                                                       | Konventionen om hygien (handels- och kontorsverksamhet)                                                        | 1964                                               |
| C121   | Employment Injury Benefits Convention                                                                                           | Konventionen angående förmåner vid yrkesskada                                                                  | 1964 [Förteckning I ändrad år 1980]                |
| C122   | Employment Policy Convention | Konventionen om sysselsättningspolitik                                                                         | 1964                                               |
| C123   | Minimum Age (Underground Work) Convention                                                                                       | Konventionen om minimiålder i arbete under jord                                                                | 1965                                               |
| C124   | Medical Examination of Young Persons (Underground Work) Convention                                                              | Konventionen om läkarundersökning av minderåriga (arbete under jord i gruvor)                                  | 1965                                               |
| C125   | Fishermen’s Competency Certificates Convention                                                                                  | Konventionen om behörighetsbevis för fiskare                                                                   | 1966                                               |
| C126   | Accommodation of Crews (Fishermen) Convention                                                                                   | Konventionen om besättningens bostäder (fiskare)                                                               | 1966                                               |
| C127   | Maximum Weight Convention | Konventionen om högsta vikt som får bäras av en arbetstagare                                                   | 1967                                               |
| C128   | Invalidity, Old-Age and Survivors’ Benefits Convention                                                                          | Konventionen om invaliditets-, ålders- och efterlevandeförmåner                                                | 1967                                               |
| C129   | Labour Inspection (Agriculture) Convention                                                                                      | Konventionen om yrkesinspektion inom jordbruket                                                                | 1969                                               |
| C130   | Medical Care and Sickness Benefits Convention                                                                                   | Konventionen om läkarvård och kontanta sjukförmåner                                                            | 1969                                               |
| C131   | Minimum Wage Fixing Convention                                                                                                  | Konventionen om fastställande av minimilöner                                                                   | 1970                                               |
| C132   | Holidays with Pay Convention (Revised)                                                                                          | Konventionen om semester (reviderad)                                                                           | 1970                                               |
| C133   | Accommodation of Crews (Supplementary Provisions) Convention                                                                    | Konventionen om besättningsbostäder (tilläggsbestämmelser)                                                     | 1970                                               |
| C134   | Prevention of Accidents (Seafarers) Convention                                                                                  | Konventionen om förebyggande av yrkesskador (sjöfolk)                                                          | 1970                                               |
| C135   | Workers’ Representatives Convention                                                                                             | Konventionen om arbetstagarnas representanter                                                                  | 1971                                               |
| C136   | Benzene Convention | Konventionen om skydd mot förgiftningsrisker härrörande från bensen                                            | 1971                                               |
| C137   | Dock Work Convention | Konventionen om hamnarbete                                                                                     | 1973                                               |
| C138   | Minimum Age Convention | Konventionen om minimiålder för tillträde till arbete                                                          | 1973                                               |
| C139   | Occupational Cancer Convention                                                                                                  | Konventionen om yrkescancer                                                                                    | 1974                                               |
| C140   | Paid Educational Leave Convention                                                                                               | Konventionen om studieledighet                                                                                 | 1974                                               |
| C141   | Rural Workers’ Organisations Convention                                                                                         | Konventionen om organisationer av arbetande på landsbygden                                                     | 1975                                               |
| C142   | Human Resources Development Convention                                                                                          | Konventionen om utveckling av mänskliga resurser                                                               | 1975                                               |
| C143   | Migrant Workers (Supplementary Provisions) Convention                                                                           | Konventionen om migrerande arbetstagare (tilläggsbestämmelser)                                                 | 1975                                               |
| C144   | Tripartite Consultation (International Labour Standards) Convention                                                             | Konventionen om samråd på trepartsbasis för att främja ILO:s normer                                            | 1976                                               |
| C145   | Continuity of Employment (Seafarers) Convention                                                                                 | Konventionen om kontinuitet i sysselsättningen (sjöfolk)                                                       | 1976                                               |
| C146   | Seafarers’ Annual Leave with Pay Convention                                                                                     | Konventionen om semester för sjöfolk                                                                           | 1976                                               |
| C147   | Merchant Shipping (Minimum Standards) Convention, 1976 Protocol of 1996 to the Merchant Shipping (Minimum Standards) Convention | Konventionen om miniminormer i handelsfartyg                                                                   | 1976                                               |
| C148   | Working Environment (Air Pollution, Noise and Vibration) Convention                                                             | Konventionen om luftföroreningar, buller och vibrationer                                                       | 1977                                               |
| C149   | Nursing Personnel Convention | Konventionen om sjukvårdspersonal                                                                              | 1977                                               |
| C150   | Labour Administration Convention                                                                                                | Konventionen om arbetsmarknadsförvaltning                                                                      | 1978                                               |
| C151   | Labour Relations (Public Service) Convention                                                                                    | Konventionen om offentligt anställda                                                                           | 1978                                               |
| C152   | Occupational Safety and Health (Dock Work) Convention                                                                           | Konventionen om arbetarskydd vid hamnarbete                                                                    | 1979                                               |
| C153   | Hours of Work and Rest Periods (Road Transport) Convention                                                                      | Konventionen om arbetstid och vila vid transport på väg                                                        | 1979                                               |
| C154   | Collective Bargaining Convention                                                                                                | Konventionen om främjande av kollektiva förhandlingar                                                          | 1981                                               |
| C155   | Occupational Safety and Health Convention, 1981 Protocol of 2002 to the Occupational Safety and Health Convention               | Konventionen om arbetarskydd och arbetsmiljö                                                                   | 1981                                               |
| C156   | Workers with Family Responsibilities Convention                                                                                 | Konventionen om arbetstagare med familjeansvar                                                                 | 1981                                               |
| C157   | Maintenance of Social Security Rights Convention                                                                                | Konventionen om bibehållande av socialförsäkringsrättigheter                                                   | 1982                                               |
| C158   | Termination of Employment Convention                                                                                            | Konventionen om uppsägning av anställningsavtal på arbetsgivarens initiativ                                    | 1982                                               |
| C159   | Vocational Rehabilitation and Employment (Disabled Persons) Convention                                                          | Konventionen om yrkesinriktad rehabilitering och arbete (personer med handikapp)                               | 1983                                               |
| C160   | Labour Statistics Convention | Konventionen om arbetsmarknadsstatistik                                                                        | 1985                                               |
| C161   | Occupational Health Services Convention                                                                                         | Konventionen om företagshälsovård                                                                              | 1985                                               |
| C162   | Asbestos Convention | Konventionen om säkerhet vid användning av asbest                                                              | 1986                                               |
| C163   | Seafarers’ Welfare Convention                                                                                                   | Konventionen om sjömäns välfärd till sjöss och i hamn                                                          | 1987                                               |
| C164   | Health Protection and Medical Care (Seafarers) Convention                                                                       | Konventionen om hälsoskydd och sjukvård för sjömän                                                             | 1987                                               |
| C165   | Social Security (Seafarers) Convention (Revised)                                                                                | Konventionen om social trygghet för sjömän                                                                     | 1987                                               |
| C166   | Repatriation of Seafarers Convention (Revised)                                                                                  | 2006 års sjöarbetskonvention                                                                                   | 1987                                               |
| C167   | Safety and Health in Construction Convention                                                                                    | Konventionen om säkerhet och hälsa vid byggnads- och anläggningsarbete                                         | 1988                                               |
| C168   | Employment Promotion and Protection against Unemployment Convention                                                             | Konventionen om främjande av sysselsättning och skydd vid arbetslöshet                                         | 1988                                               |
| C169   | Indigenous and Tribal Peoples Convention                                                                                        | Konventionen om ursprungsfolk och stamfolk                                                                     | 1989                                               |
| C170   | Chemicals Convention | Konventionen om säkerhet vid användning av kemiska produkter                                                   | 1990                                               |
| C171   | Night Work Convention | Konventionen om nattarbete                                                                                     | 1990                                               |
| C172   | Working Conditions (Hotels and Restaurants) Convention                                                                          | Konventionen om arbetsvillkor inom hotell, restauranger och liknande anläggningar                              | 1991                                               |
| C173   | Protection of Workers’ Claims (Employer’s Insolvency) Convention                                                                | Konventionen om skydd av arbetstagares fordringar i händelse av arbetsgivarens insolvens                       | 1992                                               |
| C174   | Prevention of Major Industrial Accidents Convention                                                                             | Konventionen om förebyggande av storolyckor inom industrin                                                     | 1993                                               |
| C175   | Part-Time Work Convention | Konventionen om deltidsarbete                                                                                  | 1994                                               |
| C176   | Safety and Health in Mines Convention                                                                                           | Konventionen om hälso- och säkerhetsföreskrifter i gruvor                                                      | 1995                                               |
| C177   | Home Work Convention | Konventionen om hemarbete                                                                                      | 1996                                               |
| C178   | Labour Inspection (Seafarers) Convention                                                                                        | Konventionen om tillsyn av sjömäns arbets- och levnadsförhållanden                                             | 1996                                               |
| C179   | Recruitment and Placement of Seafarers Convention                                                                               | Konventionen om rekrytering av och arbetsförmedling för sjömän                                                 | 1996                                               |
| C180   | Seafarers’ Hours of Work and the Manning of Ships Convention                                                                    | Konventionen om sjömäns arbetstid och bemanning                                                                | 1996                                               |
| C181   | Private Employment Agencies Convention                                                                                          | Konventionen om privat arbetsförmedling                                                                        | 1997                                               |
| C182   | Worst Forms of Child Labour Convention                                                                                          | Konventionen om förbud mot och omedelbara åtgärder för att avskaffa de värsta formerna av barnarbete           | 1999                                               |
| C183   | Maternity Protection Convention                                                                                                 | Konventionen om skydd vid havandeskap och barnsbörd                                                            | 2000                                               |
| C184   | Safety and Health in Agriculture Convention                                                                                     | Konventionen om säkerhet och hälsa i jordbruket                                                                | 2001                                               |
| C185   | Seafarers’ Identity Documents Convention (Revised)                                                                              | Konventionen om identitetshandlingar för sjömän                                                                | 2003                                               |
| -      | Maritime Labour Convention | 2006 års sjöarbetskonvention                                                                                   | 2006 (har inget nummer)                            |
| C187   | Promotional Framework for Occupational Safety and Health Convention                                                             | Konventionen om ett ramverk för att främja arbetarskydd och arbetsmiljö                                        | 2006                                               |
| C188   | Work in Fishing Convention | Konventionen om arbete i fiskenäringen                                                                         | 2007                                               |
| C189   | Domestic Workers Convention | Konventionen om hushållsarbetare                                                                               | 2011                                               |
| C190   | Violence and Harassment Convention                                                                                              | Konventionen om våld och trakasserier i arbetslivet                                                            | 2019                                               |